# Riu de Vilacarle

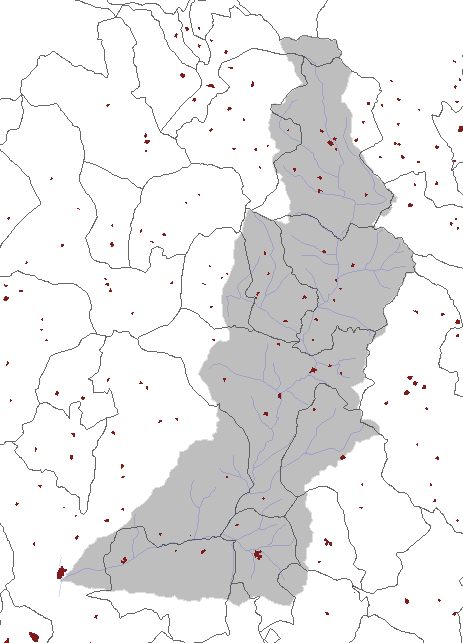
La conca hidrogràfica del riu Isàvena, Prepirineus.

El riu de Vilacarle (o rierol de Vilacarle) és un riu d'Aragó poc cabalós i afluent del riu Isàvena. Neix al vessant sud del massís del Turbó. Situat a la Vall de Lierp i Tor-la-ribera (Baixa Ribagorça), desemboca en el riu Isàvena (a la Vall de l'Isàvena), entre el massís del Turbó, la serra del Jordal i la serra de Sis, just abans d'arribar a la carretera Graus-Pont de Suert.
El riu per l'oest rep del torrent de la Vall, que davalla de les Viles del Turbó, aigües que venen del massís del Turbó. Del massís també rep les aigües del barranc de la Solana.
Creix en cabal gràcies a l'obaga de la serra del Jordal. Primer pel barranc de Lavat, i en segon lloc, des d'aquesta serra el barranc d'Extremadura baixa de Rin de la Carrasca, aportant més aigua. Finalment desemboca en el riu Isàvena. A la Vall de l'Isàvena, immediatament després de la desembocadura trobem el conjunt de les fonts de Sant Cristòfol, famoses pel seu gran cabal, a Biasques d'Ovarra, poble situat a 900 metres d'altitud sobre el nivell del mar.
Des de Rin de la Carrasca que està a 1.274 metres d'altitud, es pot veure tota la Vall de Lierp i el recorregut que fan en paral·lel el riu de Vilacarle i la serra del Jordal.
Deixa al vessant nord el poble de Vilacarle (situat a 940 metres d'altitud) i rep les aigüés del barranc de la Paúl, del massís del Turbó. Finalment, paral·lel a la serra del Jordal entrega les aigües al riu Isàvena.
La llargària del rierol de Vilacarle és de 2.74 quilòmetres.

## Vistes des del riu de Vilacarle

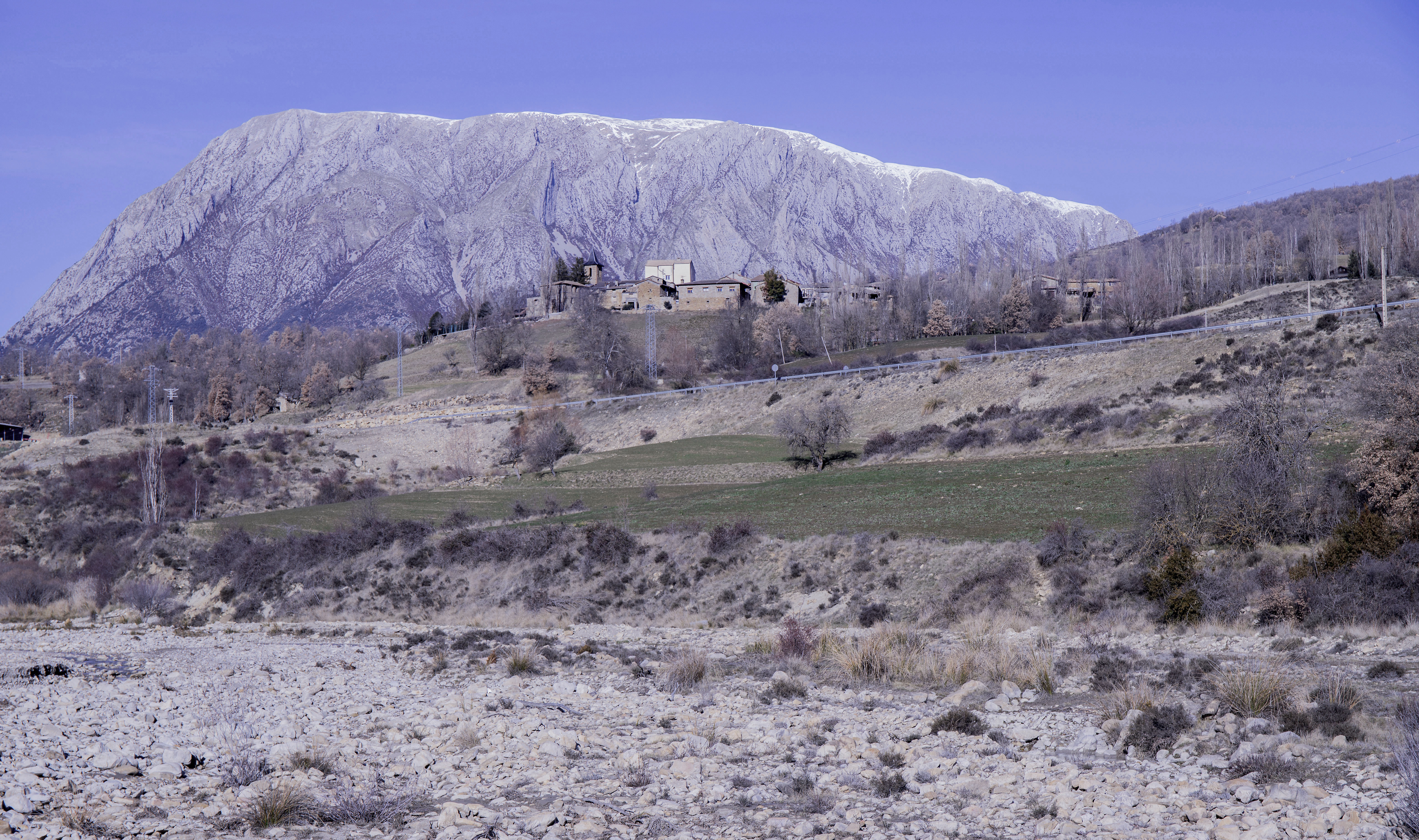
Riu de Vilacarle amb el Turbó
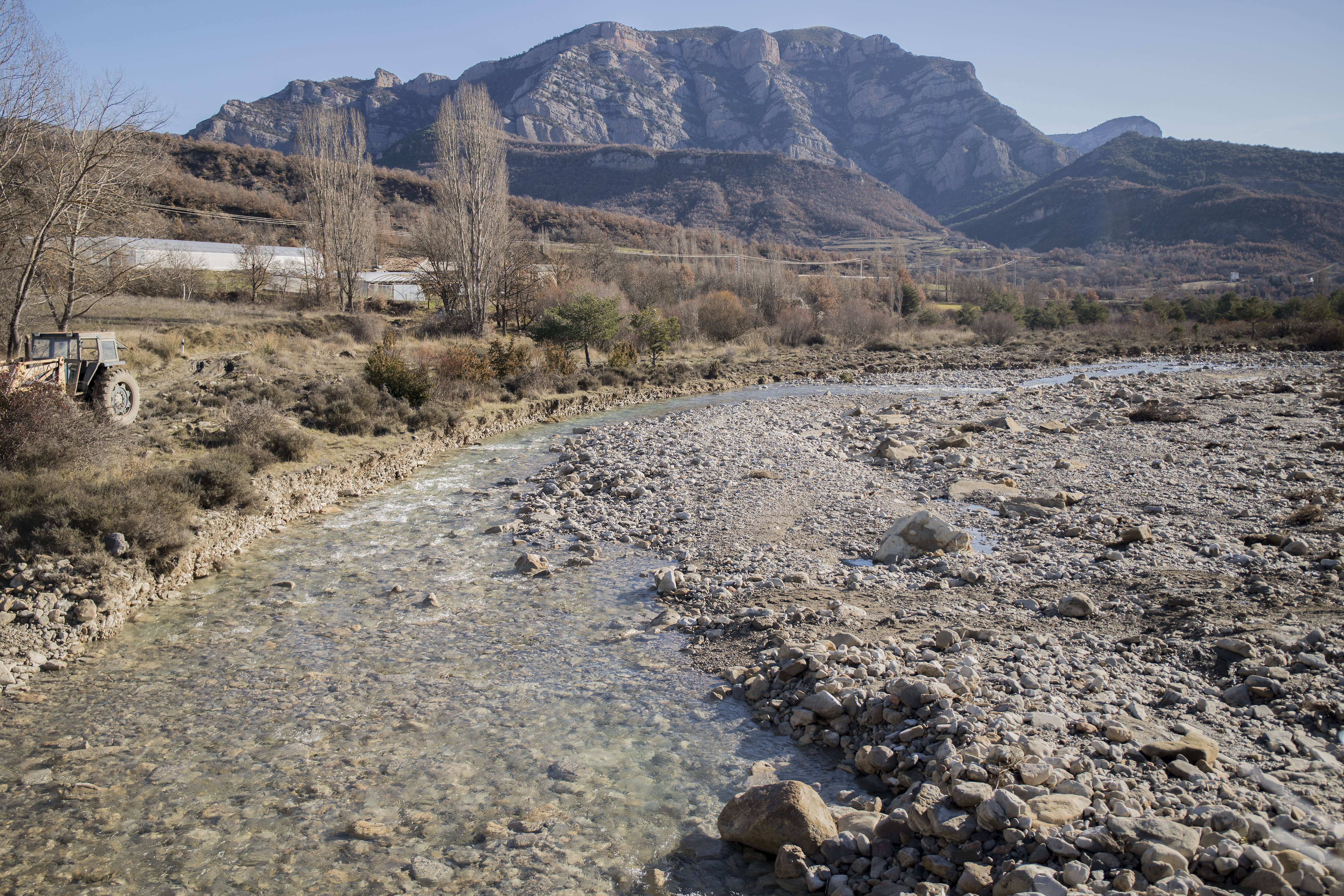
El riu de Vilacarle amb la serra de Sis
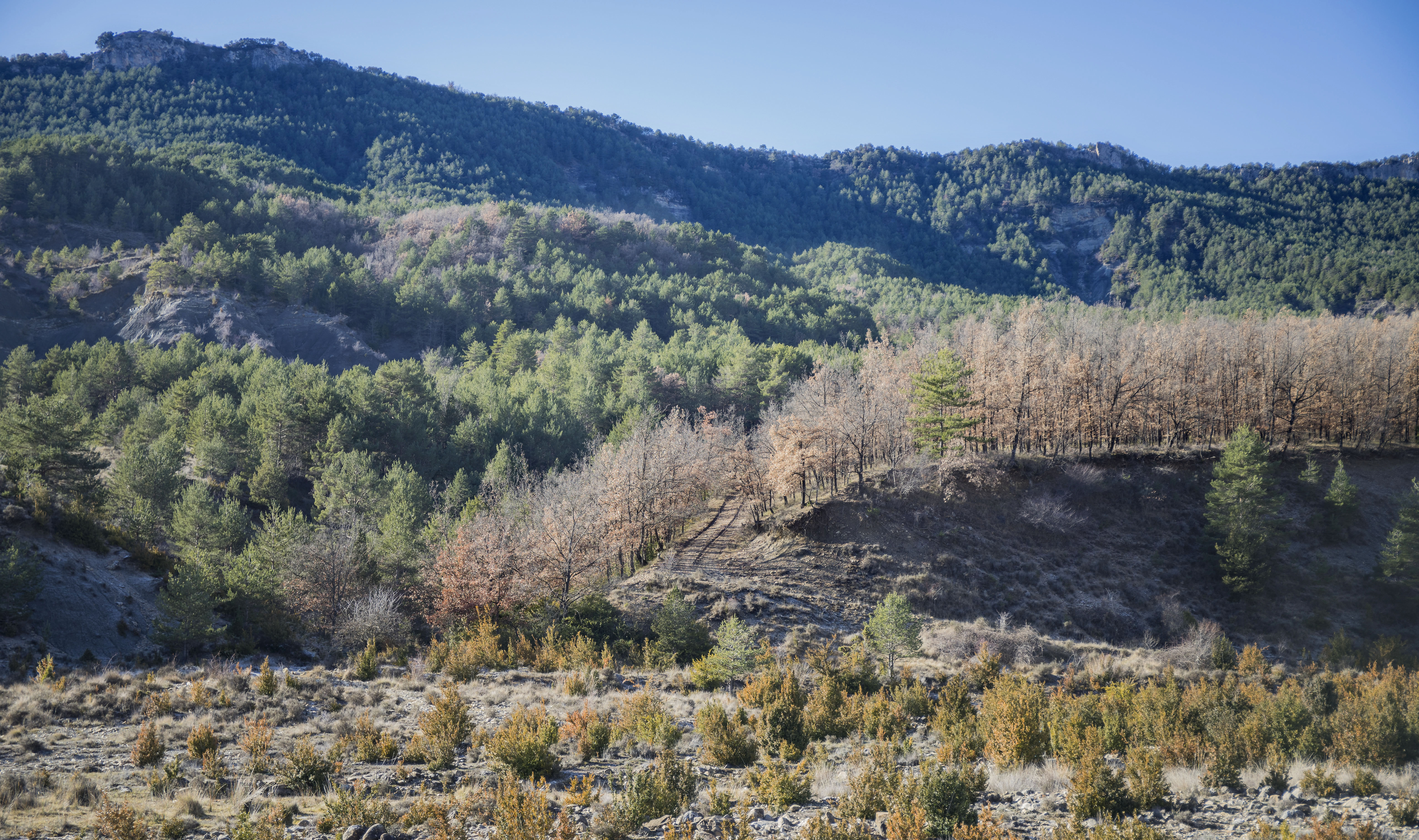
Riu de Vilacarle amb la serra del Jordal darrere i la penya de Rin de la Carrasca
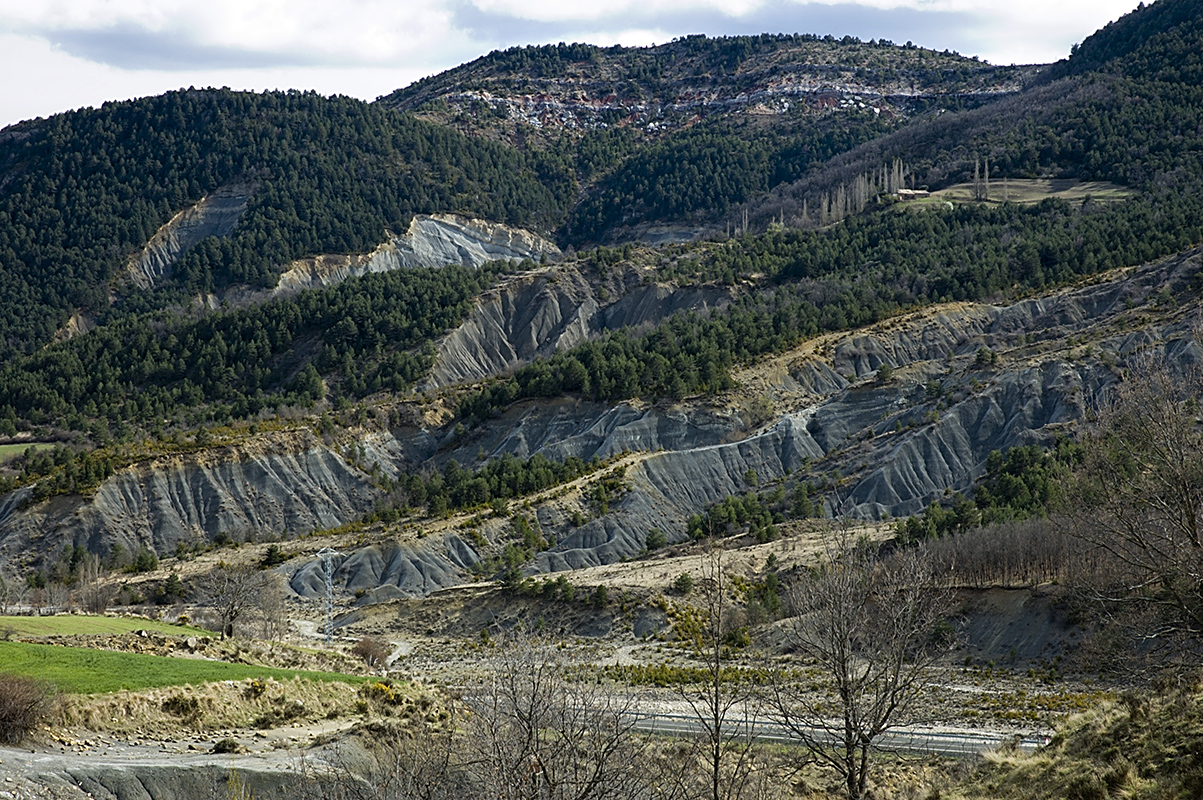
Desembocadura del riu de Vilacarle al riu Isàvena